# An Evening with John Denver
| Recensione | Giudizio |
| ---------- | -------- |
| AllMusic   |          |

An Evening with John Denver è un doppio album dal vivo di John Denver. Fu registrato all'Universal Amphitheatre di Los Angeles fra agosto e settembre del 1974 e pubblicato per la prima volta nel febbraio 1975.
Nel 2001 è stato rimasterizzato e pubblicato su doppio CD con alcuni brani aggiuntivi non presenti nell'edizione originale.

## Tracce
Tutti i brani sono stati composti da John Denver, salvo diversamente specificato.
Lato A
1. The Music Is You – 1:02
2. Farewell Andromeda (Welcome to My Morning) – 3:40
3. Mother Nature's Son – 4:37 (John Lennon, Paul McCartney)
4. Summer – 3:02 (John Denver, Mike Taylor, Dick Kniss)
5. Today – 4:40 (Randy Sparks)
6. Saturday Night in Toledo, Ohio – 4:08 (Randy Sparks)

Durata totale: 21:09
Lato B
1. Matthew – 3:42
2. Rocky Mountain Suite (Cold Nights in Canada) – 3:13 (John Denver)
3. Sweet Surrender – 5:02
4. Grandma's Feather Bed – 2:37 (Jim Connor)
5. Annie's Song – 3:32
6. The Eagle and the Hawk – 2:22 (John Denver, Mike Taylor)

Durata totale: 20:28
Lato C
1. My Sweet Lady – 4:55
2. Annie's Other Song – 3:05
3. Boy from the Country – 5:00 (Michael Murphey, Owens B. Castleman)
4. Rhymes & Reasons – 3:17
5. Forest Lawn – 2:58 (Tom Paxton)

Durata totale: 19:15
Lato D
1. Pickin' the Sun Down – 2:17 (John Martin Sommers, Steve Weisberg)
2. Thank God I'm a Country Boy – 3:40 (John Martin Sommers)
3. Take Me Home, Country Roads – 3:17 (Bill Danoff, John Denver, Taffy Nivert)
4. Poems, Prayers and Promises – 4:40
5. Rocky Mountain High – 5:04 (John Denver, Mike Taylor)
6. This Old Guitar – 4:47

Durata totale: 23:45
Edizione doppio CD del 2001, pubblicato dalla RCA Records (RCA 07863 69353-2)
CD 1
1. The Music Is You – 1:02 (John Denver)
2. Farewell Andromeda (Welcome to My Morning) – 5:45 (John Denver)
3. Mother Nature's Son – 2:26 (John Lennon, Paul McCartney)
4. Summer – 3:02 (John Denver, Dick Kniss, Mike Taylor)
5. Today – 6:23 (Randy Sparks)
6. Toledo – 2:30 (Randy Sparks)
7. Matthew – 3:51 (John Denver)
8. Rocky Mountain Suite (Cold Nights in Canada) – 3:15 (John denver)
9. Sweet Surrender – 5:02 (John Denver)
10. Grandma's Feather Bed – 2:35 (Jim Connor)
11. Annie's Song – 3:35 (John Denver)
12. The Eagle and the Hawk – 2:20 (John Denver, Mike Taylor)
13. My Sweet Lady – 4:55 (John Denver)
14. Annie's Other Song – 3:05 (John Denver)
15. Boy from the Country – 5:00 (Michael Murphey, Owens B. Castleman)
16. Rhymes & Reasons – 3:14 (John Denver)
17. Forest Lawn – 3:04 (Tom Paxton)

Durata totale: 61:04
CD 2
1. Pickin' the Sun Down – 2:17 (John Martin Sommers, Steve Weisberg)
2. Thank God I'm a Country Boy – 3:40 (John Martin Sommers)
3. Take Me Home, Country Roads – 3:17 (Bill Danoff, John Denver, Taffy Nivert)
4. Poems, Prayers and Promises – 4:40 (John Denver)
5. Rocky Mountain High – 3:04 (John Denver, Mike Taylor)
6. This Old Guitar – 4:47 (John Denver)
7. Intro / Saturday Night in Toledo, Ohio – 2:50 (Randy Sparks) – Bonus Track (Concerto del 14 agosto 1973 al Red Rocks Park Amphitheatre, Colorado)
8. Follow Me / Leaving on a Jet Plane – 4:47 (John Denver) – Bonus Track (Concerto del 14 agosto 1973 al Red Rocks Park Amphitheatre, Colorado)
9. The City of New Orleans – 4:30 (Steve Goodman) – Bonus Track (Concerto del 14 agosto 1973 al Red Rocks Park Amphitheatre, Colorado)
10. Zachary & Jennifer / For Baby (For Bobbie) – 4:24 (John Denver) – Bonus Track (Concerto del 14 agosto 1973 al Red Rocks Park Amphitheatre, Colorado)
11. I'd Rather Be a Cowboy (Lady's Chains) – 4:28 (John Denver) – Bonus Track (Concerto del 14 agosto 1973 al Red Rocks Park Amphitheatre, Colorado)
12. Amsterdam – 4:09 (Eric Bau, Jacques Brel, Mort Shuman) – Bonus Track (Concerto del 14 agosto 1973 al Red Rocks Park Amphitheatre, Colorado)

Durata totale: 46:53

## Musicisti
- John Denver - voce, chitarra a 6 corde, chitarra a 12 corde
- Dick Kniss - basso
- Steve Weisberg - chitarra solista, chitarra pedal steel, dobro
- John Sommers - chitarra ritmica, banjo, fiddle, mandolino
- Hal Blaine - percussioni
- Herb Lovelle - batteria
- Lee Holdridge - conduttore orchestra, arrangiamenti orchestra
- Sidney Sharp - violino
- Murray Adler - violino
- William Kurasch - violino
- Assa Drori - violino
- Ronald Folsom - violino
- Joy Lyle - violino
- Ralph Schaeffer - violino
- David Turner - violino
- Jay Rosen - violino
- Tibor Zelig - violino
- Mari Tsumura - violino
- Wilbert Nuttycombe - violino
- Samuel Boghossian - viola
- Allan Harshman - viola
- Richard Kaufman - viola
- Denyse Buffum - viola
- David Schwartz - viola
- Richard Maximoff - viola
- Jesse Ehrlich - violoncello
- Raymond Kelley - violoncello
- Jerome Kessler - violoncello
- Harry Shlutz - violoncello
- Peter Mercurio - contrabbasso
- Milton Kestenbaum - contrabbasso
- Gene Cipriano - sassofono
- William Collette - sassofono
- Vincent DeRosa - corno
- David Duke - corno[3]